# Clonas-sur-Varèze
Clonas-sur-Varèze és un municipi francès situat al departament de la Isèra i a la regió d'Alvèrnia-Roine-Alps. L'any 2007 tenia 1.445 habitants.

## Demografia

### Població
El 2007 la població de fet de Clonas-sur-Varèze era de 1.445 persones. Hi havia 511 famílies de les quals 85 eren unipersonals (20 homes vivint sols i 65 dones vivint soles), 154 parelles sense fills, 252 parelles amb fills i 20 famílies monoparentals amb fills.
La població ha evolucionat segons el següent gràfic:
Habitants censats

### Habitatges
El 2007 hi havia 544 habitatges, 516 eren l'habitatge principal de la família, 9 eren segones residències i 18 estaven desocupats. 515 eren cases i 20 eren apartaments. Dels 516 habitatges principals, 419 estaven ocupats pels seus propietaris, 87 estaven llogats i ocupats pels llogaters i 10 estaven cedits a títol gratuït; 3 tenien una cambra, 7 en tenien dues, 25 en tenien tres, 171 en tenien quatre i 309 en tenien cinc o més. 465 habitatges disposaven pel capbaix d'una plaça de pàrquing. A 145 habitatges hi havia un automòbil i a 349 n'hi havia dos o més.

### Piràmide de població
La piràmide de població per edats i sexe el 2009 era:
| Homes | Edats   | Dones |
| ----- | ------- | ----- |
| 0     | 95 o +  | 0     |
| 0     | 90 a 94 | 0     |
| 4     | 85 a 89 | 12    |
| 4     | 80 a 84 | 8     |
| 8     | 75 a 79 | 12    |
| 16    | 70 a 74 | 8     |
| 20    | 65 a 69 | 28    |
| 28    | 60 a 64 | 24    |
| 20    | 55 a 59 | 20    |
| 28    | 50 a 54 | 20    |
| 72    | 45 a 49 | 64    |
| 64    | 40 a 44 | 68    |
| 56    | 35 a 39 | 60    |
| 40    | 30 a 34 | 44    |
| 32    | 25 a 29 | 40    |
| 32    | 20 a 24 | 32    |
| 60    | 15 a 19 | 44    |
| 84    | 10 a 14 | 40    |
| 80    | 5 a 9   | 44    |
| 48    | 0 a 4   | 40    |

## Economia
El 2007 la població en edat de treballar era de 972 persones, 714 eren actives i 258 eren inactives. De les 714 persones actives 670 estaven ocupades (375 homes i 295 dones) i 43 estaven aturades (19 homes i 24 dones). De les 258 persones inactives 57 estaven jubilades, 99 estaven estudiant i 102 estaven classificades com a «altres inactius».

### Ingressos
El 2009 a Clonas-sur-Varèze hi havia 525 unitats fiscals que integraven 1.490 persones, la mediana anual d'ingressos fiscals per persona era de 20.737 €.

### Activitats econòmiques
Dels 39 establiments que hi havia el 2007, 1 era d'una empresa alimentària, 1 d'una empresa de fabricació d'altres productes industrials, 18 d'empreses de construcció, 2 d'empreses de comerç i reparació d'automòbils, 2 d'empreses de transport, 5 d'empreses d'hostatgeria i restauració, 3 d'empreses immobiliàries, 4 d'empreses de serveis, 2 d'entitats de l'administració pública i 1 d'una empresa classificada com a «altres activitats de serveis».
Dels 17 establiments de servei als particulars que hi havia el 2009, 1 era un taller de reparació d'automòbils i de material agrícola, 2 paletes, 2 guixaires pintors, 4 fusteries, 2 lampisteries, 3 electricistes i 3 restaurants.
L'únic establiment comercial que hi havia el 2009 era una fleca.
L'any 2000 a Clonas-sur-Varèze hi havia 12 explotacions agrícoles que ocupaven un total de 266 hectàrees.

## Equipaments sanitaris i escolars
El 2009 hi havia una escola elemental.

## Poblacions més properes
El següent diagrama mostra les poblacions més properes.